# 19a etapa del Tour de França de 2009
La 19a etapa del Tour de França de 2009 es disputà el divendres 24 de juliol sobre un recorregut de 178 quilòmetres entre Bourgoin-Jallieu i Aubenas. Mark Cavendish aconseguí la seva cinquena victòria de la present edició.

## Recorregut de l'etapa
Etapa ondulada en el primer tram, amb dues petites cotes de quarta categoria puntuables i d'altres que no puntuen. Aquest tram de cursa discorre pel departament de l'Isèra. Tan bon punt els ciclistes entren al departament del Droma el terreny se suavitza, fins a fer-se gairebé pla, tot seguint la vall del Roine. Poc després de St-Julien-en-St-Alban, ja a l'Ardecha, comença un port de segona categoria, el coll d'Escrinet, que es corona a tan sols 16 km per a l'arribada, a Aubenas.

## Desenvolupament de l'etapa
Només sortir ja es va formar una escapada a la qual s'anirien afegint components fins a formar un nombrós grup de 20 escapats, entre els quals destacaven Cadel Evans (SIL), Iaroslav Popòvitx (AST), David Millar (GAR), Kim Kirchen (COL), José Luis Arrieta (ALM), Luis León Sánchez i José Iván Gutiérrez (GCE) i Leonardo Duque (COF). A poc a poc, l'escapada aniria augmentant la diferència fins a tenir una màxima diferència de 2' 50" a les dues hores de cursa. El ritme era molt ràpid i la velocitat mitjana se situava en 46,6 km/h en aquest punt.
Al km 110 es trencà el grup d'escapats i 5 ciclistes quedaren en solitari al capdavant. Són Arrieta, Gutiérrez, Millar, Popòvitx i Duque, que augmentaren la diferència respecte als fins fa poc companys de fuga, però que anaven veient com el gran grup cada vegada se'ls acostava més. A 40 km per a l'arribada sols disposaven de 30" i és el moment en què Duque atacà, però finalment va ser agafat a 31 km de meta, ja en ple ascens al port de 2a categoria.
Durant aquest ascens atacaren Alessandro Ballan i Laurent Lefèvre, que mantindrien uns 15" fins ben a prop de l'arribada, però finalment serien agafats a poc més d'un km. A l'esprint, Mark Cavendish aconseguí la 5a victòria d'etapa. L'etapa va ser extremadament ràpida, amb una mitjana superior als 46 km/h. No es produí cap canvi a cap classificació i sols cal destacar que Franco Pellizotti es proclamà vencedor virtual de la muntanya.

## Esprints intermedis
- 1r esprint intermedi. Le Rival (km 33)

| 1r | Leonardo Duque   | 6 pts |
| 2n | Nicolas Roche    | 4 pts |
| 3r | Sylvain Chavanel | 2 pts |

- 2n esprint intermedi. St-Julien-en-St-Alban (km 141)

| 1r | Leonardo Duque      | 6 pts |
| 2n | José Ivan Gutiérrez | 4 pts |
| 3r | José Luis Arrieta   | 2 pts |

## Ports de muntanya
- 1. Cota de Culin. 512 m. 4a categoria (km 6,5) (2,6 km al 5,6%)

| 1r | Thierry Hupond | 3 pts |
| 2n | David Loosli   | 2 pts |
| 3r | Egoi Martínez  | 1 pt  |

- 2. Cota del bosc de Chambaran. 627 m. 4a categoria (km 40,5) (3,1 km al 6,4%)

| 1r | Geoffroy Lequatre | 3 pts |
| 2n | Nicolas Roche     | 2 pts |
| 3r | Leonardo Duque    | 1 pt  |

- 3. Coll de l'Escrinet. 787 m. 2a categoria (km 162) (14,0 km al 4,1%)

| 1r | Alessandro Ballan | 20 pts |
| 2n | Laurent Lefevre   | 18 pts |
| 3r | Egoi Martínez     | 16 pts |
| 4t | Andy Schleck      | 14 pts |
| 5è | Bradley Wiggins   | 12 pts |
| 6è | Alberto Contador  | 10 pts |

## Classificació de l'etapa
|    | Ciclista            | Equip             | Temps      |
| -- | ------------------- | ----------------- | ---------- |
| 1  | Mark Cavendish      | Team Columbia-HTC | 3h 50' 35" |
| 2  | Thor Hushovd        | Cervélo TestTeam  | m. t.      |
| 3  | Gerald Ciolek       | Team Milram       | m. t.      |
| 4  | Greg Van Avermaet   | Silence-Lotto     | m. t.      |
| 5  | Óscar Freire        | Rabobank ProTeam  | m. t.      |
| 6  | Jérôme Pineau       | Quick Step        | m. t.      |
| 7  | Fumiyuki Beppu      | Skil-Shimano      | m. t.      |
| 8  | Nicolas Roche       | AG2R La Mondiale  | m. t.      |
| 9  | Christophe Le Mével | FDJ               | m. t.      |
| 10 | Martijn Maaskant    | Garmin Chipotle   | m. t.      |

## Classificació general
|    | Ciclista              | Equip             | Temps       |
| -- | --------------------- | ----------------- | ----------- |
| 1  | Alberto Contador      | Team Astana       | 77h 06' 18" |
| 2  | Andy Schleck          | Team Saxo Bank    | + 4' 11"    |
| 3  | Lance Armstrong       | Team Astana       | + 5' 21"    |
| 4  | Bradley Wiggins       | Garmin-Slipstream | + 5' 36"    |
| 5  | Andreas Klöden        | Team Astana       | + 5' 38"    |
| 6  | Frank Schleck         | Team Saxo Bank    | + 5' 59"    |
| 7  | Vincenzo Nibali       | Liquigas          | + 7' 15"    |
| 8  | Christian Vande Velde | Garmin-Slipstream | + 10' 08"   |
| 9  | Christophe Le Mével   | FDJ               | + 12' 37"   |
| 10 | Mikel Astarloza       | Euskaltel–Euskadi | + 12' 38"   |

## Classificacions annexes

### Classificació per punts
| Classificació per punts | Total   |
| ----------------------- | ------- |
| Thor Hushovd            | 260 pts |
| Mark Cavendish          | 235 pts |
| Gerald Ciolek           | 148 pts |

### Classificació de la muntanya
| Classificació de la muntanya | Total   |
| ---------------------------- | ------- |
| Franco Pellizotti            | 196 pts |
| Egoi Martínez                | 135 pts |
| Pierrick Fédrigo             | 99 pts  |

### Classificació del millor jove
| Classificació del millor jove | Temps       |
| ----------------------------- | ----------- |
| Andy Schleck                  | 77h 10' 29" |
| Vincenzo Nibali               | + 3' 04"    |
| Roman Kreuziger               | + 9' 57"    |

### Classificació per equips
| Classificació per equips | Total        |
| ------------------------ | ------------ |
| Team Astana              | 229h 55' 00" |
| Garmin-Slipstream        | + 16' 14"    |
| AG2R La Mondiale         | + 23' 45"    |

### Combativitat
- Leonardo Duque

## Abandonaments
- Alan Pérez Lezaun (fora de control)[2]
- Amets Txurruka (fora de control)[2]